# Qachasia
Qachasia is een geslacht van rechtvleugeligen uit de familie Lentulidae. De wetenschappelijke naam van dit geslacht is voor het eerst geldig gepubliceerd in 1956 door Dirsh.

## Soorten
Het geslacht Qachasia  is monotypisch en omvat slechts de volgende soort:
- Qachasia fastigiata (Dirsh, 1956)